# Asiocoleus novojilovi
Asiocoleus novojilovi is een keversoort uit de familie Asiocoleidae. De wetenschappelijke naam van de soort is voor het eerst geldig gepubliceerd in 1961 door Rohdendorf.